# Dolomedes spathularis
Espèce
Dolomedes spathularis est une espèce d'araignées aranéomorphes de la famille des Dolomedidae.

## Distribution
Cette espèce est endémique de Sumatra en Indonésie.

## Description
La femelle holotype mesure 18 mm.

## Systématique et taxinomie
Cette espèce a été décrite par Hasselt en 1882. Elle est placée dans le genre Thalassius par Simon en 1893 puis dans le genre Dolomedes par Sierwald en 1987.

## Publication originale
- van Hasselt, 1882 : « Araneae. » Midden-Sumatra, Reizen en onderzoekingen der Sumatra-expeditie, uitgerust door het aardrijkskundig genootschap, 1877-1879, vol. 4A, no 11, p. 1-56.